# 春日神社 (石川県珠洲市)

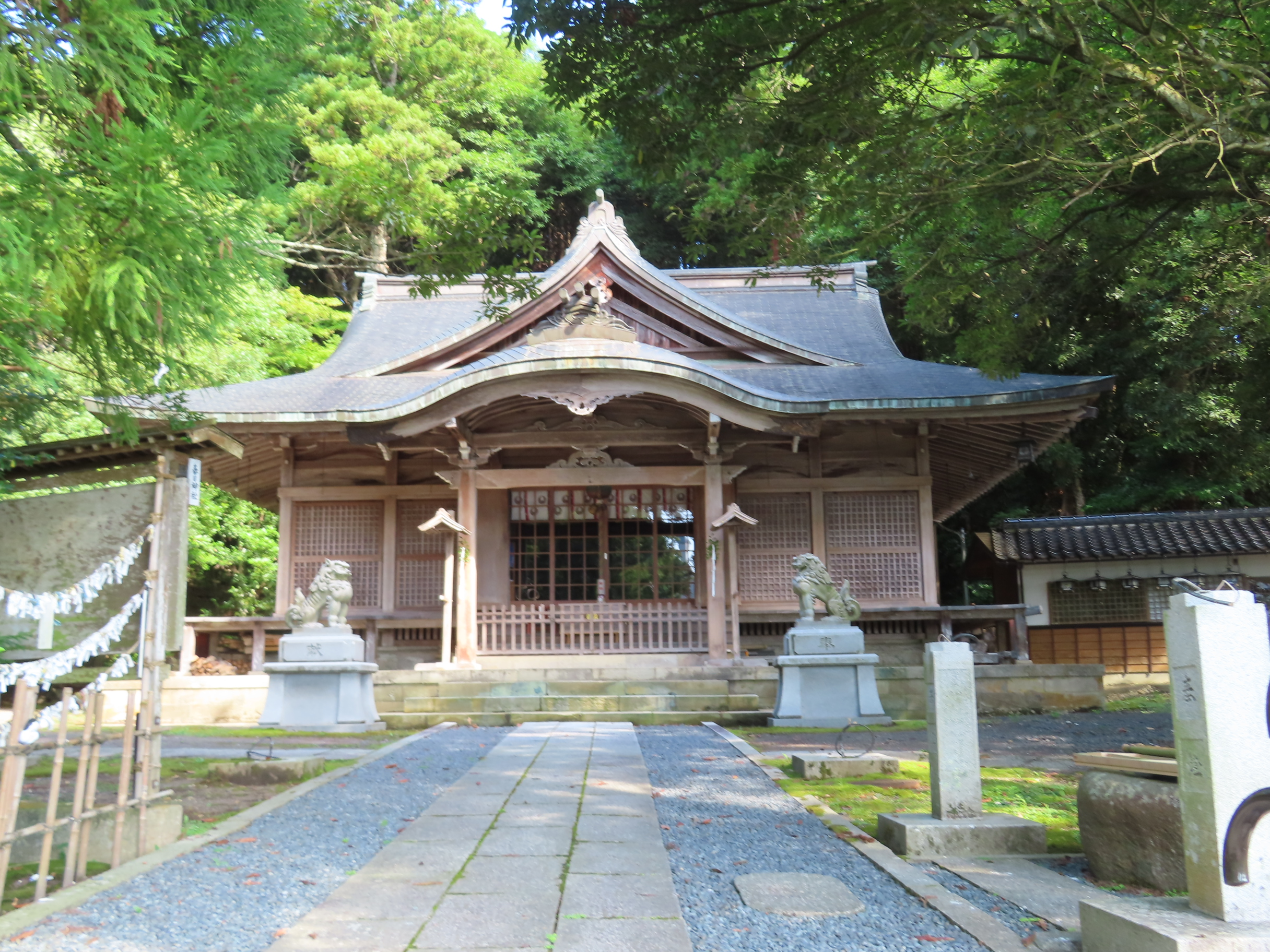
拝殿

春日神社（かすがじんじゃ）は、石川県珠洲市飯田町にある神社である。

## 祭神
- 天児屋根命
- 武甕槌命
- 経津主命
- 比咩大神

## 由緒
康治年間（平安時代）に整備された若山庄に御鎮守神として「若山社」と称した。その後に同地に荘園を置いた藤原長者家の一つたる九条家が、弘長元年（1261年）に若山社の宮司たる葛原伊勢守秀行をして奈良春日大社の御分霊を奉遷し、これを機に名称を春日神社としたことが始まりと伝わる。
毎年7月20日・21日には当社の例大祭として『飯田町燈籠山祭り』が開催される。なお、同祭は当社で祀る天児屋根命を夕涼みに迎えるため、江戸時代初期に始まったとされる。
また、境内には万葉の歌人たる大伴家持が、「長浜の浦」を詠んだとされる歌碑が建立されているが、東四柳史明によれば、これは穴水湾とされている。

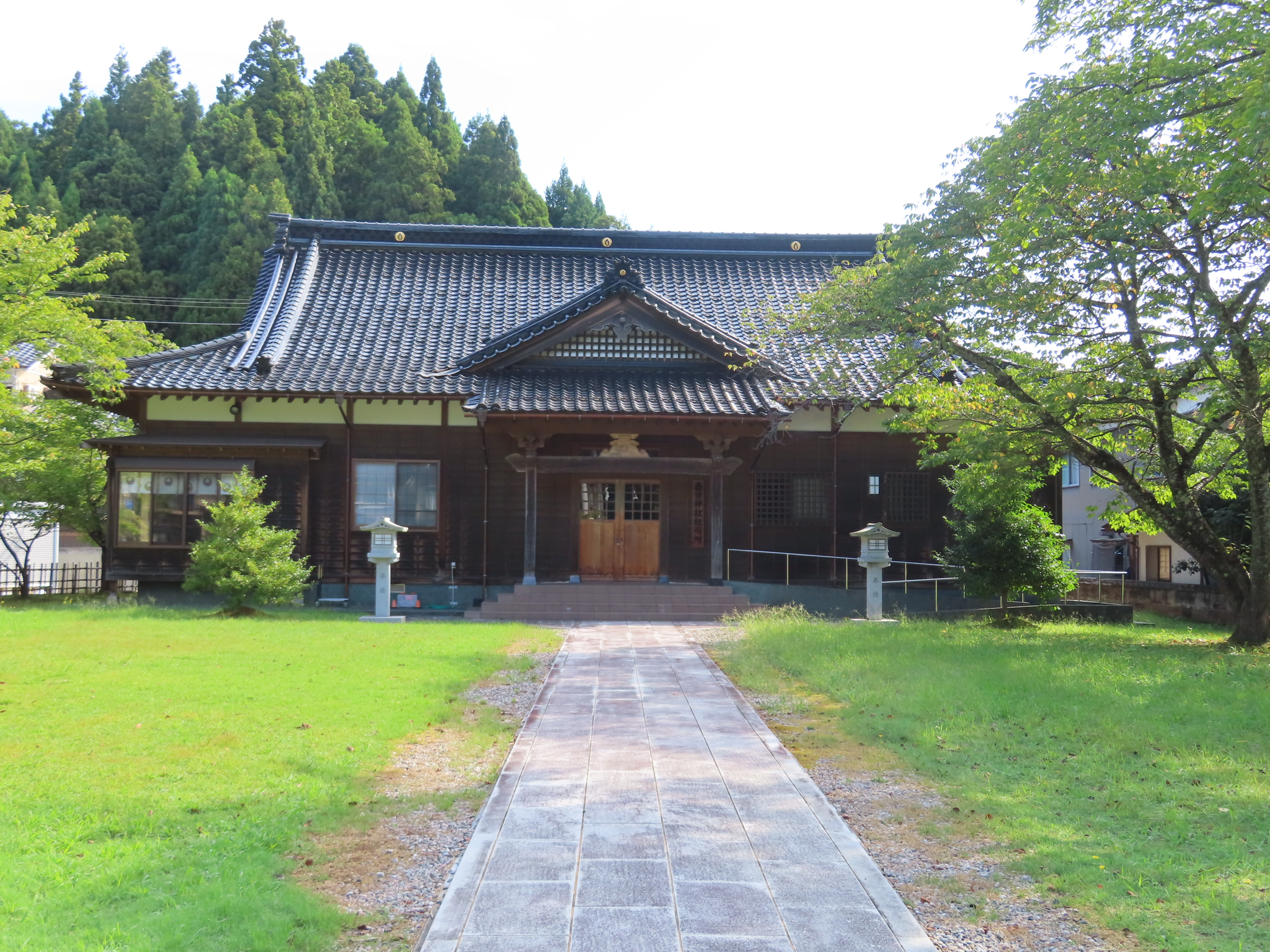
社務所
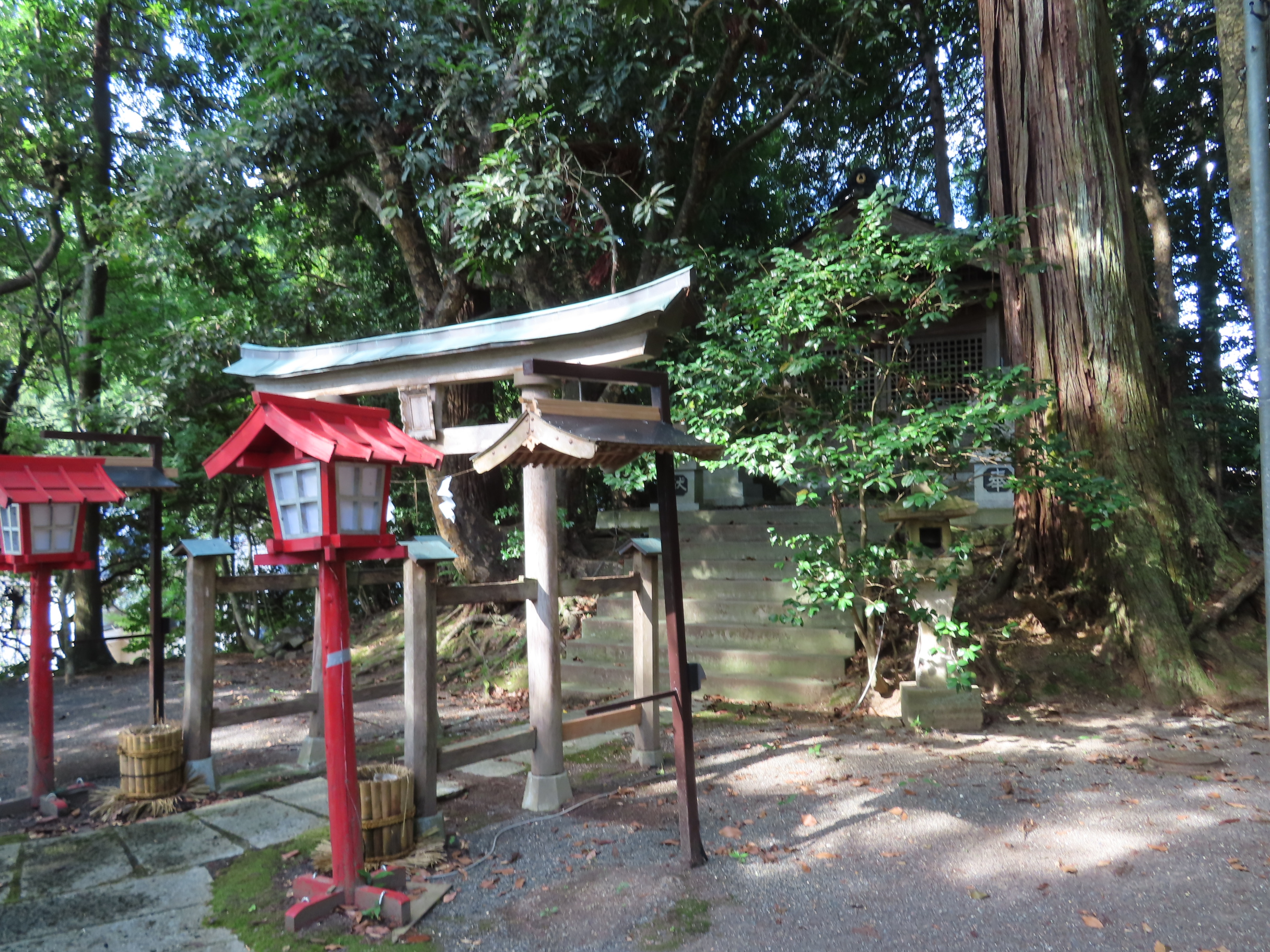
末社愛宕神社

## 年表
- 2022年6月19日 - 震度6弱の地震により鳥居が倒壊[9][10]。
- 2023年7月6日 - 1年前の地震で倒壊した鳥居が再建される[11]。
- 2024年1月1日 - 最大震度7の能登半島地震が発生し、再建したばかりの鳥居が再び倒壊する[12][13][14]。

## 現地情報

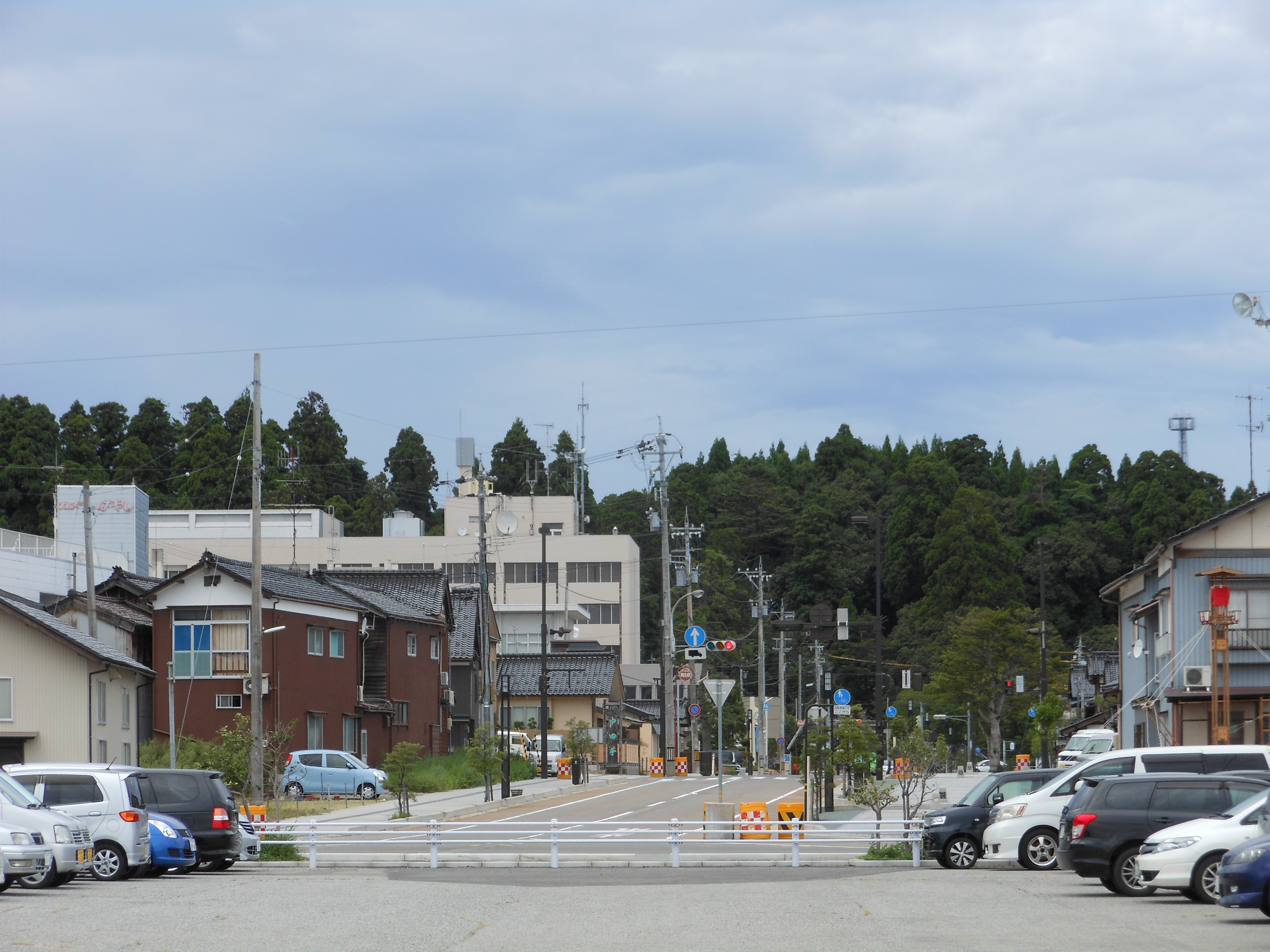
飯田港から珠洲市役所を経て春日神社へと続く春日通り（石川県道138号飯田港線）

所在地
- 石川県珠洲市飯田町17-50

交通アクセス
- のと里山空港から車で50分